# Zeuneriana amplipennis
Zeuneriana amplipennis is een rechtvleugelig insect uit de familie sabelsprinkhanen (Tettigoniidae). De wetenschappelijke naam van deze soort is voor het eerst geldig gepubliceerd in 1882 door Brunner von Wattenwyl.
1. ↑  (en) Zeuneriana amplipennis op de IUCN Red List of Threatened Species.